# Hugh Harman
Hugh Harman (Pagosa Springs, 31 de agosto de 1903 - Chatsworth, 25 de novembro  de 1982) foi um animador americano conhecido por criar a Warner Bros. Cartoons e MGM Cartoons e sua colaboração com Rudolf Ising durante a era de ouro da animação americana. 

## MGM Cartoons
Em 1939, Harman criou sua obra-prima, Peace on Earth, um conto moralista sobre dois esquilos descobrindo os males da humanidade, indicado ao Oscar. No ano seguinte, Ising produziu o primeiro desenho animado de William Hanna e Joseph Barbera, Puss Gets the Boot, um desenho animado com personagens mais tarde conhecidos como Tom e Jerry . Em 1941, Harman deixou a MGM e formou um novo estúdio com o veterano da Disney Mel Shaw. Os dois assumiram o antigo estúdio de Ub Iwerks em Beverly Hills, Califórnia, onde criaram filmes de treinamento para o Exército. 